# Gabor Nistor
Nistor Gabor (n. 1852, Sângeorz-Băi – d. 1929, Sângeorz-Băi) a fost un deputat în Marea Adunare Națională de la Alba Iulia, organismul legislativ reprezentativ al „tuturor românilor din Transilvania, Banat și Țara Ungurească”, cel care a adoptat hotărârea privind Unirea Transilvaniei cu România, la 1 decembrie 1918.:p. 77

## Biografie
Nistor Gabor a fost agricultor iar în 1918 a activat ca membru al C.N.R Sângeorz-Băi.:p. 121

## Activitatea politică

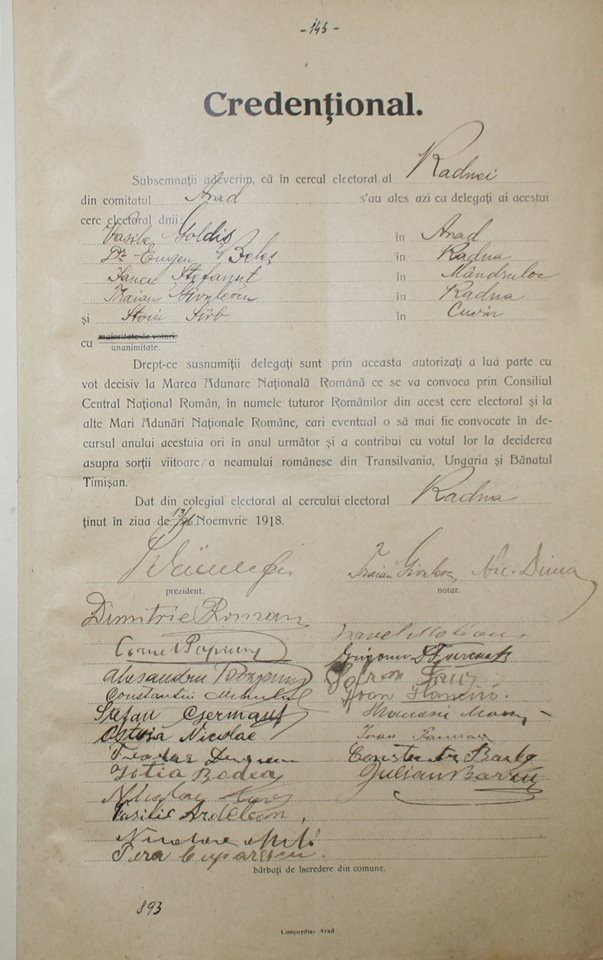
Credențional

Ca deputat în Adunarea Națională din 1 decembrie 1918, Gabor Nistor a reprezentat, ca delegat de drept, cercul electoral Năsăud.:p. 121